# Arne Brustad
Arne Brustad (* 14. April 1912 in Oslo; † 22. August 1987 ebenda) war ein norwegischer Fußballspieler.

## Karriere

### Verein
Brustad spielte von 1930 bis 1948 für Lyn Oslo. Mit diesem Verein gewann er 1945 und 1946 den norwegischen Fußballpokal.

### Nationalmannschaft
Zwischen 1935 und 1946 absolvierte Brustad 33 Länderspiele für Norwegen, in denen er 17 Tore erzielte.
Bei den Olympischen Spielen 1936 in Berlin erzielte er im Turnierverlauf fünf Tore, darunter alle drei norwegischen Treffer beim 3:2-Sieg gegen Polen im Spiel um die Bronzemedaille.
Mit seinem Tor zum zwischenzeitlichen 1:1-Ausgleich im Achtelfinalspiel gegen Weltmeister Italien bei der Fußball-Weltmeisterschaft 1938 ging Arne Brustad als erster norwegischer Torschütze in die Geschichte der FIFA-Weltmeisterschaften ein.

## Erfolge
- Olympische Bronzemedaille: 1936
- Norwegischer Pokalsieger: 1945 und 1946